# Setkání na cestě do Emauz

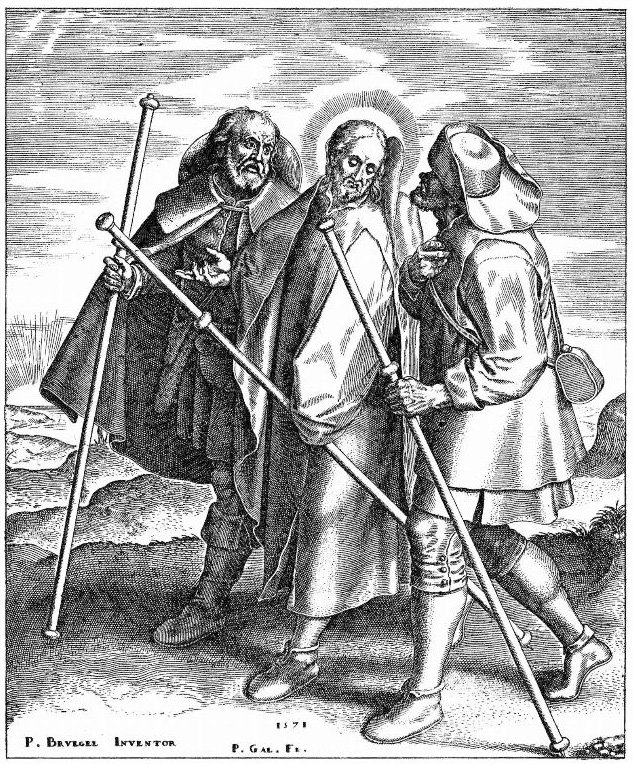
Ježíš a učedníci na cestě do Emauz, Pieter Bruegel, 1571

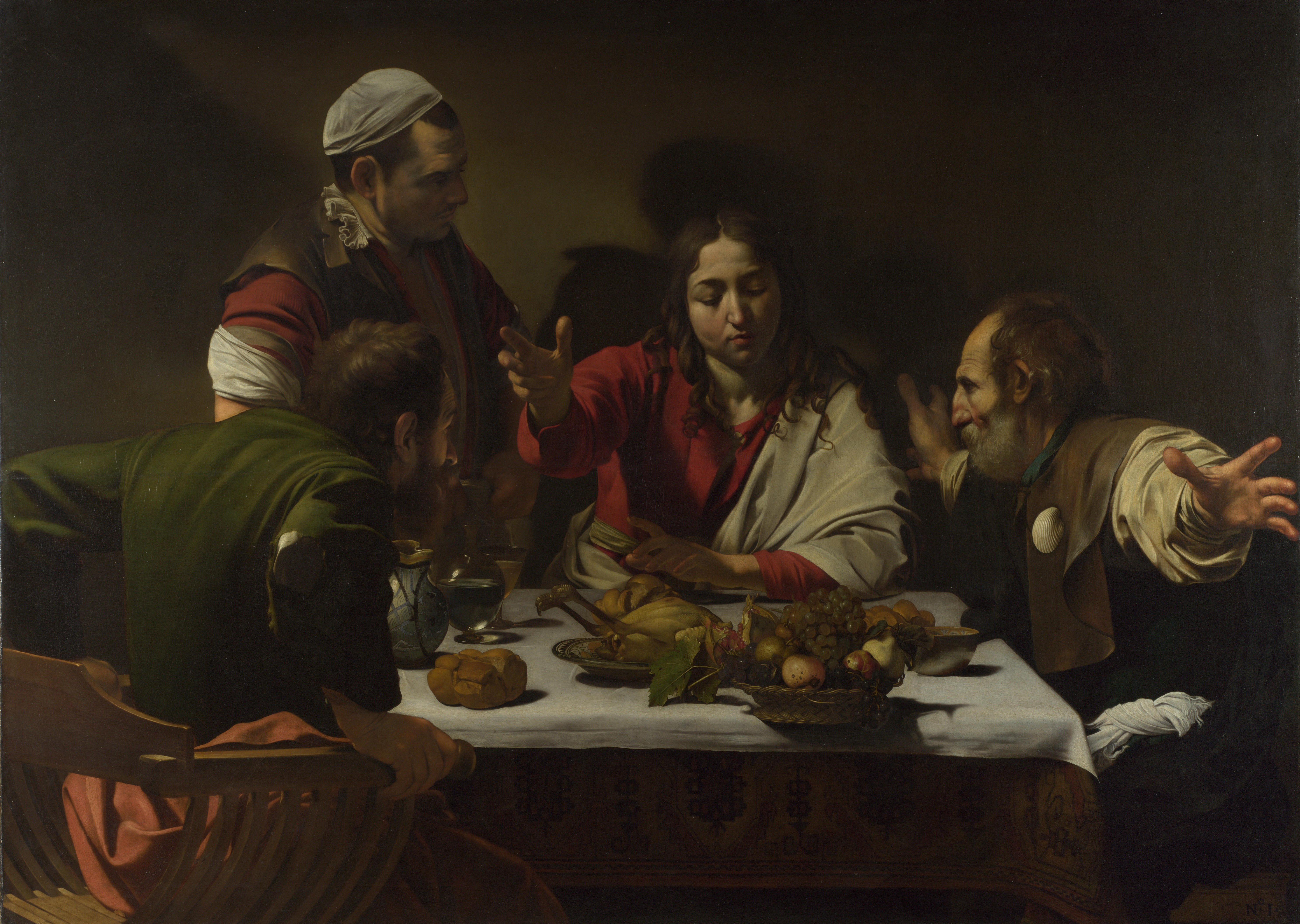
Večeře v Emauzech, Caravaggio, 1601

Setkání na cestě do Emauz je jeden z novozákonních příběhů v Bibli, kde je obsažen v 24. kapitole Lukášova evangelia. Jedná se o jedno z prvních objevení Ježíše Krista po jeho ukřižování a zmrtvýchvstání.

## Popis příběhu

### Shrnutí textu
Příběhu v textu předchází oddíl, ve kterém ženy objevují prázdný Ježíšův hrob.
Na scéně jsou dva učedníci, jeden jmenovaný jako Kleofáš, druhý nejmenovaný, na cestě do Emauz. Ježíš se k nim přidá a rozmlouvá s nimi, ale oni ho poznají, až když s nimi večeří. Následně Ježíš mizí ze scény a učedníci se vrací zpět do Jeruzaléma vyprávět o svém zážitku ostatním.
Následuje scéna zjevení Ježíše i oněm ostatním.

### Biblický text
Text příběhu (v překladu Kralické bible) je následující:

13 A aj, dva z nich šli toho dne do městečka, kteréž bylo vzdálí od Jeruzaléma honů šedesáte, jemuž jméno Emaus.
14 A rozmlouvali vespolek o těch všech věcech, kteréž se byly staly.
15 I stalo se, když rozmlouvali, a sebe se otazovali, že i Ježíš, přiblíživ se, šel s nimi.
16 Ale oči jejich držány byly, aby ho nepoznali.
17 I řekl jim: Které jsou to věci, o nichž rozjímáte vespolek, jdouce, a jste smutní?
18 A odpověděv jeden, kterémuž jméno Kleofáš, řekl jemu: Ty sám jsi z příchozích do Jeruzaléma, ještos nezvěděl, co se stalo v něm těchto dnů?
19 Kterýmž on řekl: I co? Oni pak řekli jemu: O Ježíšovi Nazaretském, kterýž byl muž prorok, mocný v slovu i v skutku, před Bohem i přede vším lidem,
20 Totiž kterak jej vydali přední kněží {biskupové} a knížata naše na odsouzení k smrti, i ukřižovali jej.
21 My pak jsme se nadáli, že by on měl vykoupiti Izraele. Ale nyní tomu všemu třetí den jest dnes, jakž se to stalo.
22 Ale i ženy některé z našich zděsily nás, kteréž ráno byly u hrobu.
23 A nenalezše tělo jeho, přišly, pravíce, že také vidění andělské viděly, kteříž praví, že by živ byl.
24 I chodili někteří z našich k hrobu, a nalezli tak, jakž pravily ženy, ale jeho neviděli.
25 Tedy on řekl jim: Ó nesmyslní a zpozdilí srdcem k věření všemu tomu, což mluvili proroci.
26 Zdaliž nemusil těch věcí trpěti Kristus a vjíti v slávu svou?
27 A počav od Mojžíše a všech proroků, vykládal jim všecka ta písma, kteráž o něm byla.
28 I přiblížili se k městečku, do kteréhož šli, a on potrh se, jako by chtěl dále jíti.
29 Ale přinutili ho, řkouce: Zůstaň s námi, nebo se již připozdívá, a den se nachýlil. I všel, aby s nimi zůstal.
30 I stalo se, když seděl s nimi za stolem, vzav chléb, dobrořečil, a lámaje, podával jim.
31 I otevříny jsou oči jejich, a poznali ho. On pak odnesl se od nich.
32 I řekli vespolek: Zdaliž srdce naše v nás nehořelo, když mluvil nám na cestě, a když otvíral nám písma?
33 A vstavše v tu hodinu, vrátili se do Jeruzaléma, a nalezli shromážděných těch jedenácte, a ty, kteříž s nimi byli,
34 Ani praví: Že vstal Pán právě, a ukázal se Šimonovi.
35 I vypravovali oni také to, co se [stalo] na cestě, a kterak ho poznali v lámání chleba. 

### Vykladačské poznámky
Část vykladačů se zabývá osobou druhého učedníka, který na rozdíl od Kleofáše není jmenován. Různé apokryfní zdroje přitom udávají různá jména. Svatý Ambrož předpokládá, že to byl Symeon, podle Epifana ze Salaminy to byl Nathanael, dále je uvažován například i Filip, Jakub Spravedlivý a sám evangelista Lukáš.
Ježíšovo lámání chleba, během kterého jej učedníci rozpoznají, je obecně považováno za zjevnou narážku na Poslední večeři.

## Příběh v umění

### Výtvarné umění

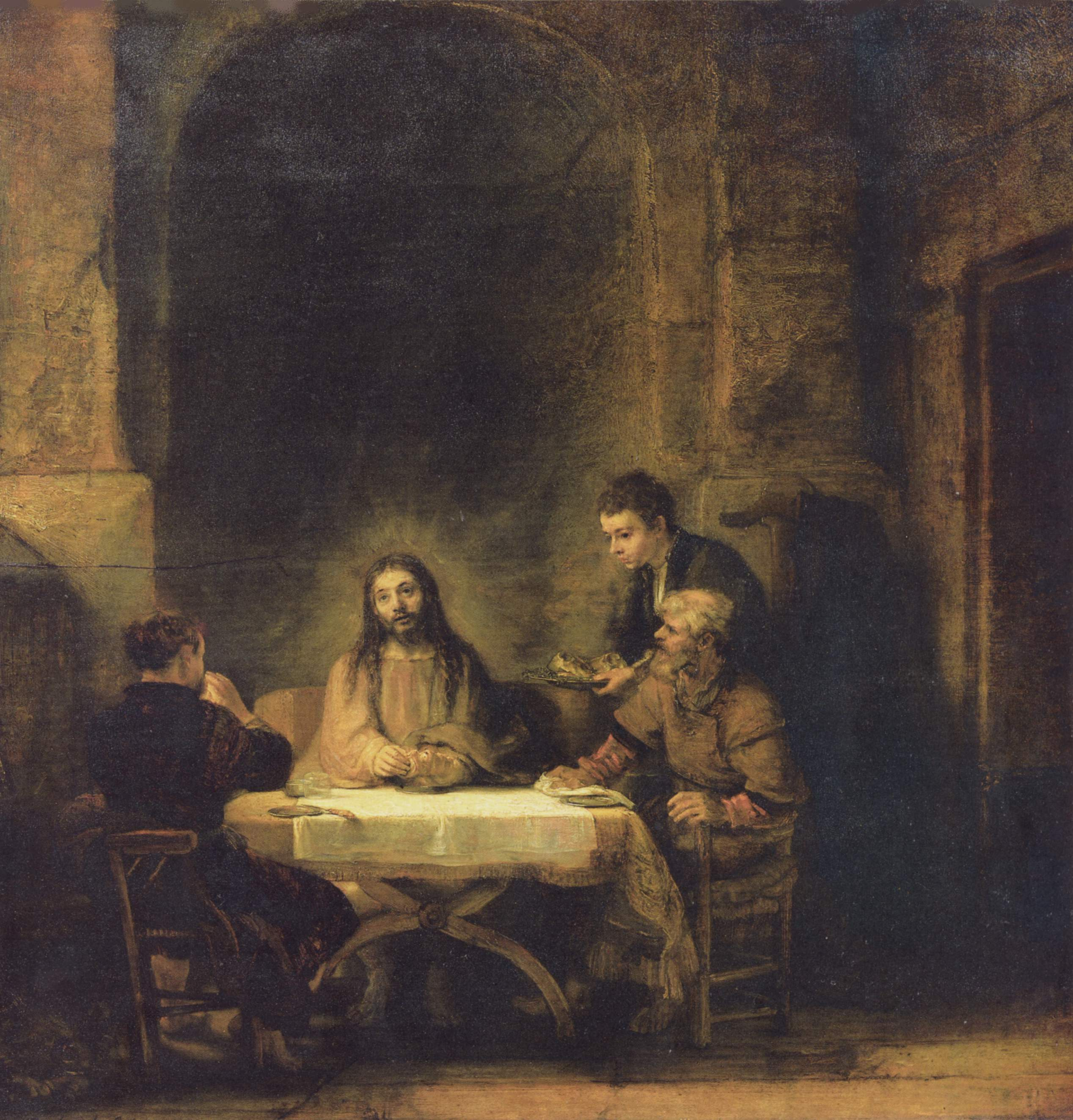
Večeře v Emauzech, Rembrandt, 1648

Část odehrávající se u večeře je obecně u malířů o něco oblíbenější než předchozí část odehrávající se na cestě. Mezi malíře, kteří scénu zobrazili, patří Jacopo Bassano, Jacopo da Pontormo, Vittore Carpaccio, Philippe de Champaigne, Albrecht Dürer, Benedetto Gennari, Jacob Jordaens, Marco Marziale, Pedro Orrente, Tintoretto, Tizian, Velázquez a Paolo Veronese. Zobrazení večeře bylo také jedním z van Meegerenových nejúspěšnějších padělků Vermeera.
Z českých umělců se k motivu opakovaně vracel Jiří Dvořák.
Coby biblický výjev je coby motiv opakovaně zachycován také v rámci kostelní výzdoby. Například v kostele Nejsvětější Trojice ve Vratislavicích je obraz Ježíš v Emauzích od Jakoba Ginzela z roku 1841 a v kapli Božího Těla v Olomouci je hlavním oltářním obrazem Večeře v Emauzích od Jana Kryštofa Handkeho.

### Hudba
Příběh zpracovali i hudebníci. Johann Sebastian Bach, v jehož době byl příběh v luterské církvi v Lipsku pravidelně čten na Velikonoční pondělí, jej zhudebnil jako církevní kantátu hned několikrát. Josef Gabriel Rheinberger zhudebnil úryvek zůstaň s námi v roce 1855 jako motet Abendlied.